# Jakutponny
Jakutponnyn är en hästras av ponnytyp som lever vilt i Sibirien, Ryssland. Rasen har sitt ursprung i tamhästar som jakuterna tog med sig när de vandrade in i området i början på 1200-talet. Rasen härstammar således inte från de numera utdöda vildhästar (tundrahästen) som fanns i området under den yngre stenåldern (neolitikum), fram till för åtminstone 5200 år sedan. Jakutponnyn liknar även den brittiska Shetlandsponnyn. Jakutponnyn har en kraftig, ofta vit päls, man och svans för att överleva i det extrema arktiska klimatet och dess naturliga hemvist i denna hårda miljö har givit en härdad och naturligt sund ponny. Idag finns det tre olika typer av jakutponnyer som varierar mellan 110 och 140 cm. 

## Historia
Jakutponnyn upptäcktes så sent som 1863 då rapporter kom in om vilda, vita hästar som sprang omkring på tundrorna runt Janadalen i nordöstra Sibirien. Jakutponnyn har en stor likhet både med den brittiska Shetlandsponnyn och Islandshästen från Island.
Lokala stammar i Janusdalen avlade ponnyerna mer selektivt och ponnyn utvecklades då i ytterligare tre varianter beroende på var i Sibirien de utvecklades. De norra ponnyerna behölls i sin ursprungliga storlek, mellan 120 och 130 cm medan de lite sydligare ponnyerna utvecklades i en mindre variant på 110–120 cm och en större variant på 130–140 cm i mankhöjd.
1910 användes jakutponnyer under Robert Falcon Scotts expedition till Sydpolen då dessa ponnyer var väl lämpade för det iskalla och hårda klimatet. Dock överlevde varken ponnyerna eller Robert Scott. Idag är jakutponnyerna mycket ovanliga men används som ridhästar i Sibirien då de är tillräckligt tåliga för att klara av klimatet.
Det finns fem olika typer av jakuthäst:
- Ursprunglig typ: renrasig jakuthäst. De härstammar från hästar kring Bajkalsjön. De fördes till Jakutien av förfäder till Jakutfolket och de är deras direkta ättlingar. Avel under flera århundraden och oföränderligt levnadssätt med betesgång har bevarat den ursprungliga jakuthästens egenskaper.
- Janskij: Janskij-typen är den ursprungliga, renrasiga typen av jakutponny från Janusdalen och är den typ som är bäst lämpad för hårda klimat. Denna typ avlas frigående utomhus året runt och är mindre än de andra typerna med ca 110-120 cm i mankhöjd. Janskytypen är oftast ljust färgad som skimmel, stickelhårig eller ljust black.
- Kolomskij: Kolomskijtypen är renrasig jakutponny som avlas i Kolymaområdet i nordöstra Sibirien. Dessa påminner mycket om den ursprungliga Janskij-typen, men avlas mer selektivt vilket gjort denna typ något större med en mankhöjd på ca 120-130 cm.
- Förstorad typ: Denna typ av jakutponny avlas främst i södra Sibirien där klimatet är något mildare och dessa ponnyer är väldigt sällan renrasiga. Denna typ har utavlats med bland annat Orlovtravare och tyngre ryska kallblod för att bli mycket större. Dessa är även kraftigare och förekommer ofta i fler färger än de andra två typerna. Denna typ är större med en mankhöjd på ca 140 cm.
- Megezjekskij: Denna typ är sedan 1990 separerad från jakutponnyn och denna typ avlas nästan uteslutet på Stepan Vasiliev-stuteriet i Njurbinskijområdet. Denna typ är kraftigt utavlad med tyngre och större hästar och är således mycket kraftigare och större än de vanliga tre typerna. En del exemplar kan bli upp mot 150 cm och väga 600 kg. Till skillnad från de andra två typerna är denna typ ofta mörkare i färgen där brun och fux är vanligast.

## Egenskaper
Jakutponnyn är en väldigt primitiv ponny som utvecklats till en tålig ras med starka överlevnadsinstinkter och en exteriör och karaktär som passar det mycket kalla och hårda klimatet. Bland annat har ponnyerna en väldigt tjock hud med ullig och kraftig päls som kan bli upp mot 20 cm lång och man och svans är tjock, kraftig och växer sig oftast väldigt lång. Ofta är manen så kraftig att den täcker öronen på ponnyerna. Jakutponnyn är oftast vitskimmel som fungerar som ett kamouflage i snön men de förekommer i alla färger. 
Jakutponnyerna har helt och hållet anpassats till det mycket kalla och hårda klimatet i Sibirien och har bland annat utvecklat en lång rad med egenskaper för att de ska kunna överleva i denna ogästvänliga miljö. Jakutponnyer är bland annat mycket små så att de förlorar mindre kroppsvärme. Ponnyerna kan även lagra fett i kroppen under sommaren när det finns mer mat så att de klarar sig även under vintern genom att fettet både fungerar som isolering mot kylan och som en energireserv. De små ponnyerna kan klara sig i så kalla temperaturer som -70 grader Celsius. De äter även plantor och växter som andra hästar inte skulle äta på grund av bristen på mat. Under vintern andas även ponnyerna långsammare. Under sommaren in- och utandas ponnyerna ca 20 gånger per minut medan detta sjunker till ca 10-12 under vintern. Blodcirkulationen ökar däremot under vintern, vilket hjälper ponnyn att hålla värmen.
Exteriört liknar jakutponnyn den brittiska Shetlandsponnyn med robust och kompakt kropp och korta ben. Huvudet är stort med kraftig utåtbuktande nosprofil. Ögonen är små och ofta täckta av en tjock pannlugg för att skydda dem mot stark vind, kyla och snö. Hovarna är väldigt hårda då ponnyerna har lärt sig att gräva fram reservmat som mossa i hårt packad snö. Ponnyerna varierar i mankhöjd från 110 till 140 cm. 
I södra Sibirien används de större ponnyerna ofta som transportmedel och ridhästar för att kunna ta sig fram i det hårda klimatet. Ponnyerna avlas även för mjölk- och köttproduktion De mindre ponnyerna i norr är oftast halvvilda eller helt vilda och lever på tundrorna i obefolkade områden. Ponnyerna har en ganska snabb och jämn passgång som är bekväm att rida och väldigt vägvinnande. Ponnyerna kan komma i en rad olika färger men är oftast vita eller grå som ett kamouflage mot snön. 